# USS Ernest E. Evans (DDG-141)
El USS Ernest E. Evans (DDG-141) será el 91º destructor de la clase Arleigh Burke (Tramo III) de la Armada de los Estados Unidos. Llevará el nombre de Ernest E. Evans, excomandante de la Marina de los Estados Unidos y quien fue el primer nativo americano de la Marina en recibir la Medalla de Honor. El premio se otorgó póstumamente después de que Evans muriera liderando un pequeño grupo de barcos en una carga contra una fuerza japonesa que era superior tanto en número como en potencia de fuego durante la Batalla de Samar en la Segunda Guerra Mundial. 
El secretario de Marina, Carlos del Toro, hizo el anuncio durante el Mes de la Herencia Nativa Americana, mientras se encontraba en la Academia Naval de los Estados Unidos el 15 de noviembre de 2023. El contrato para construir Ernest E. Evans se adjudicó a Ingalls Shipbuilding, una parte de Huntington Ingalls Industries (HII), en agosto de 2023.